# Azza Filali
Azza Filali (arabe : عزة الفيلالي), née en 1952, est une scientifique et écrivaine tunisienne de langue française.

## Biographie
Née en 1952, elle est professeure de gastro-entérologie à l'hôpital La Rabta à Tunis et dispose depuis 2009 d'un master en philosophie de l'université Paris 1,.
À partir de 1991, elle publie plusieurs romans, essais et nouvelles en français. Son premier ouvrage  est un essai sur la pratique médicale, Le Voyageur immobile. Pour son roman L'Heure du cru (2009), elle reçoit en 2010 le prix spécial du jury Comar. Le contexte de son roman Ouatann est la Tunisie pré-révolutionnaire de 2008. Pour cet ouvrage, elle reçoit le prix Comar d'or en 2012. Elle continue ensuite à publier de nouvelles œuvres comme Les Intranquilles en 2014, ou encore Malentendues en 2024, un panorama de la condition féminine.
En février 2012, elle organise un colloque avec l'Institut français sur l'écriture dans la Tunisie post-révolutionnaire.

## Distinctions
- 2015 : officier de l'Ordre de la République tunisienne[5]

## Publications
- Le Voyageur immobile : réflexions sur la pratique médicale, Tunis, Alif, 1991, 99 p. (ISBN 978-9973716392).
- Le Jardin écarlate, Tunis, Cérès, 1996, 126 p. (ISBN 978-9973176936).
- Monsieur L. : roman, Tunis, Cérès, 1999, 185 p. (ISBN 978-9973193889).
- Les Vallées de lumière : roman, Tunis, Cérès, 2001, 174 p. (ISBN 978-9973194886).
- Propos changeants sur l'amour : nouvelles, Tunis, Cérès, 2003, 147 p. (ISBN 978-9973195753).
- Chronique d'un décalage : roman, Tunis, MIM, 2005, 206 p. (ISBN 978-9973736000).
- Vingt ans pour plus tard, Tunis, Elyzad, 2009, 379 p. (ISBN 978-9973580160), avec Théo Ananissoh, Hélène Gaudy, Frank Secka et Claude Rizzo.
- L'Heure du cru, Tunis, Elyzad, 2009, 180 p. (ISBN 978-9973580177).
- Ouatann, Tunis, Elyzad, 2012, 390 p. (ISBN 978-9973580450)[6], Comar d'or 2012.
- Les Intranquilles, Tunis, Elyzad, 2014, 240 p. (ISBN 978-9973580696)[3],[7].
- De face et sans chapeau : pointes sèches, Tunis, Elyzad, 2016, 121 p. (ISBN 978-9973580863).
- Captures, Sousse, Contraste, 2019, 119 p. (ISBN 978-9973878649).
- Le rideau : roman, Tunis, Nirvana, 2020, 173 p. (ISBN 978-9938530216).
- Chronique d'un décalage : roman, Tunis, Elyzad, 2020, 224 p. (ISBN 978-9973581082).
- Bref séjour au paradis, Tunis, Nirvana, 2021, 255 p. (ISBN 978-9938530643).
- Malentendues : roman, Tunis, Elyzad, 2024, 322 p. (ISBN 978-2492270895), Comar d'or 2024.